# Мъкртич Хримиян
Мъкртич Хримиян (на арменски: Մկրտիչ Խրիմեան; Хримян Хайрик 4 април 1820 – 27 октомври 1907) е арменски писател, издател, политически и религиозен водач, арменски патриарх в Цариград (1869 – 1873).
През 1878 г. оглавява арменската делегацията на Берлинския конгрес. Присъства при подписването на Берлинския договор като представител на арменската църква. След завръщането си прави изказване за „Хартиения черпак“: „че европейската общност е пренебрегнала надеждите на арменския народ за самоопределяне“.